# 科濟昌卡
50°15′9″N 29°46′40″E / 50.25250°N 29.77778°E

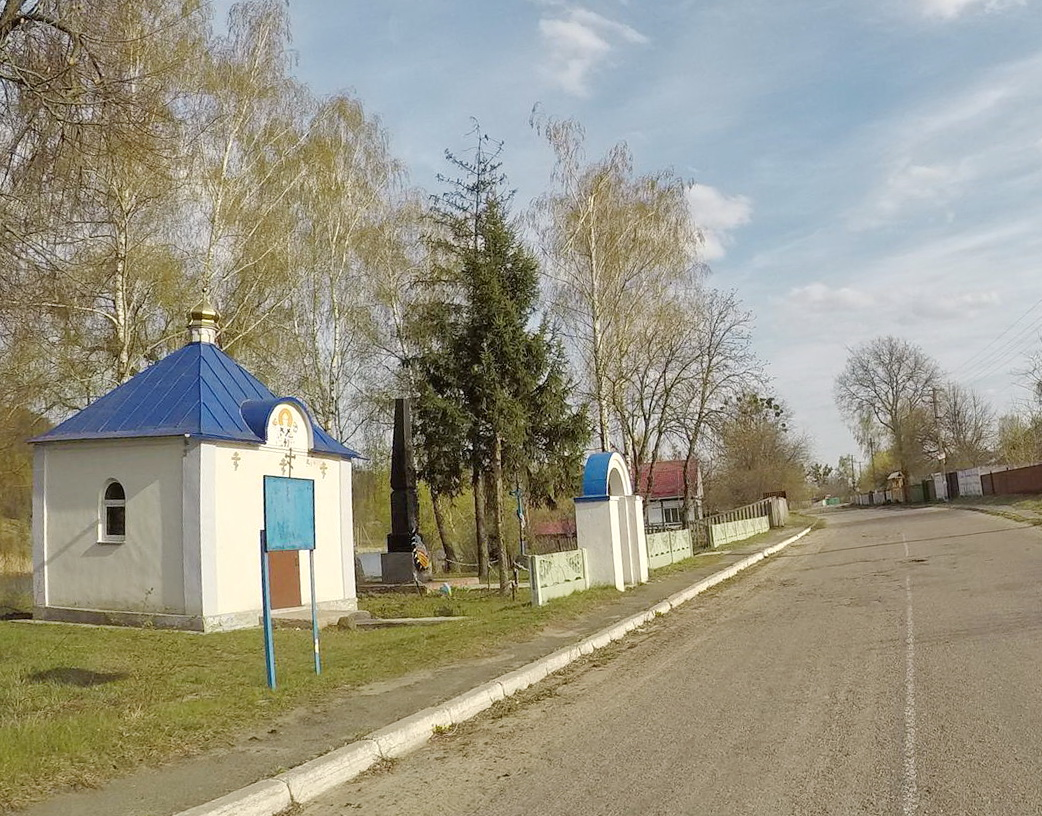
村民战士纪念碑

科濟昌卡（烏克蘭語：Козичанка）是位於烏克蘭北部的村莊，由基辅州法斯蒂夫區的贝希夫市镇負責管轄。該村處於錫夫卡河畔，始建於1613年，面積0.165平方公里，海拔高度165米，2001年人口327。